# Candyman
Candyman (br: O Mistério de Candyman; pt: Candyman) é um filme de terror americano de 1992 dirigido por Bernard Rose e protagonizado por Virginia Madsen, Tony Todd, Xander Berkeley e Vanessa E. Williams, baseado na história do conto "The Forbidden" do escritor inglês Clive Barker. 
Foi o primeiro filme a lidar com o conceito de lenda urbana no cinema. 
Candyman foi lançado nos cinemas em 16 de outubro de 1992 pela TriStar Pictures e PolyGram Filmed Entertainment. O filme recebeu críticas geralmente positivas e arrecadou mais de 25 milhões de dólares nos Estados Unidos, onde também foi considerado por alguns críticos como um clássico contemporâneo do cinema de terror. Ele foi seguido por duas sequências, Candyman: Farewell to the Flesh (1995) e Candyman: Day of the Dead (1999). Uma sequência direta com o mesmo nome foi lançada em 27 de agosto de 2021.

## Sinopse
Trata-se de um escravo que fora morto sob tortura por se envolver com a filha de seu senhorio — depois de espancado, ele teve sua mão decepada e, amarrado, foi lambuzado de mel para que abelhas e formigas o picassem. Um século depois, ele volta do além com um gancho no lugar da mão cortada, e basta pronunciar seu nome frente a um espelho cinco vezes para que apareça.
Essa é uma lenda urbana pesquisada pela antropóloga Helen Lyle (Virginia Madsen), que executa o ritual e acaba atraindo um inferno para sua vida.

## Elenco
| Ator / Atriz        | Personagem                |
| ------------------- | ------------------------- |
| Tony Todd           | Candyman                  |
| Virginia Madsen     | Helen Lyle                |
| Xander Berkeley     | Trevor Lyle               |
| Vanessa E. Williams | Anne-Marie McCoy          |
| Kasi Lemmons        | Bernadette 'Bernie' Walsh |
| Bernard Rose        | Archie Walsh              |
| Gilbert Lewis       | Detetive Frank Valento    |
| Stanley DeSantis    | Dr. Burke                 |
| Eric Edwards        | Harold                    |
| Rusty Schwimmer     | Policial                  |
| Michael Culkin      | Professor Philip Purcell  |
| DeJuan Guy          | Jake                      |
| Marianna Elliott    | Clara                     |
| Ria Pavia           | Monica                    |
| Carolyn Lowery      | Stacy                     |
| Lisa Ann Poggi      | Diane                     |
| Adam Philipson      | Danny                     |
| Barbara Alston      | Henrietta Mosely          |
| Sarina C. Grant     | Kitty Culver              |
| Baxter Harris       | Detetive                  |
| Kenneth A. Brown    |                           |
| Terrence Riggins    | líder da quadrilha        |
| Doug MacHugh        |                           |

## Produção

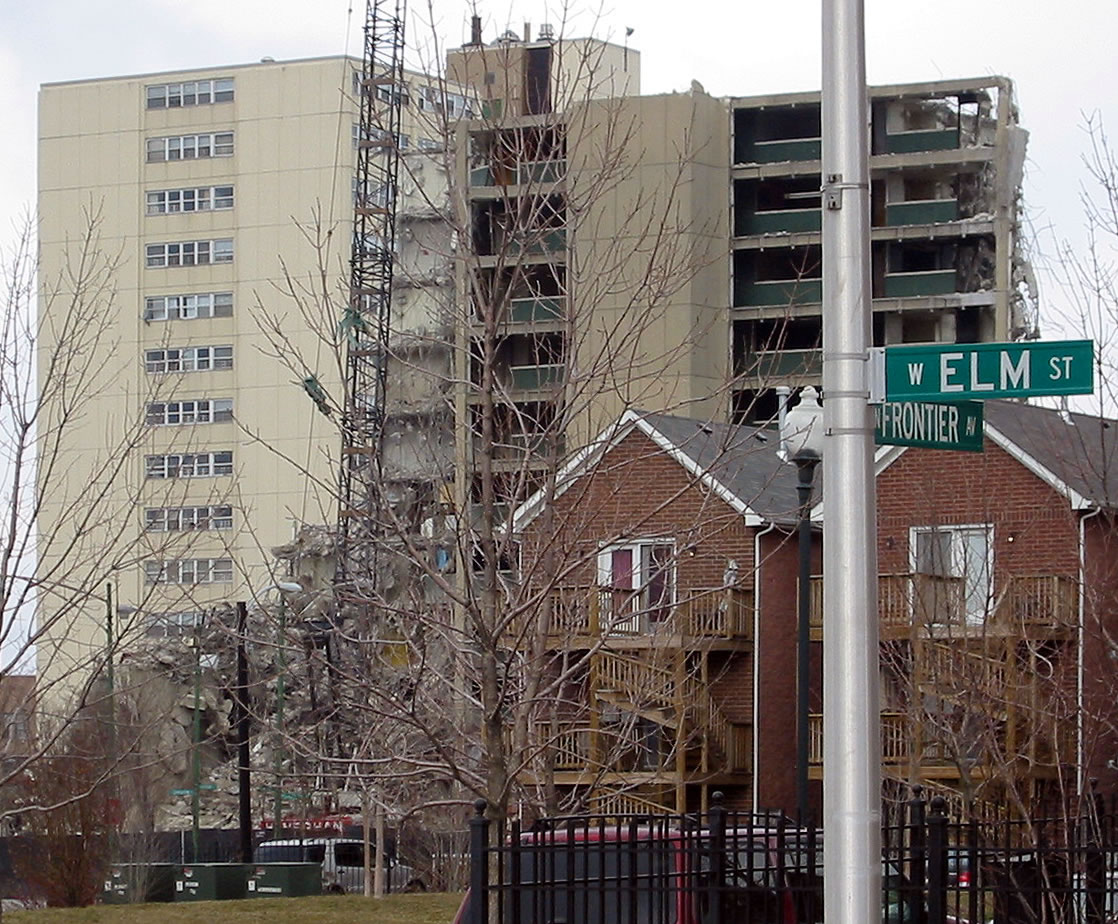
Cabrini-Green, onde ocorreram as filmagens de Candyman.

O conto de Barker, ambientado em sua cidade natal, Liverpool, era sobre a segregação e a cultura das áreas urbanas pobres. Para Candyman, Rose ficou tão chocado com a arquitetura "dinâmica" de Chicago e grande quantidade de preconceito que decidiu mudar a localização de Liverpool para Chicago. Assistida por membros da Illinois Film Commission, Rose explorou locações em Chicago e encontrou Cabrini-Green, um projeto habitacional notório por sua construção precária, violência e altas taxas de roubo. O projeto também foi localizado entre bairros de alta classe, o que significa que a personagem de Helen podia sentir o caos do Cabrini-Green de um apartamento seguro não muito longe. Esta americanização da história transformou Candyman em uma história de amor inter-racial, onde os residentes do gueto são agora vítimas do assassino titular.  Com essa mudança, Rose queria mostrar aqueles que vivem nos bairros pobres como seres humanos normais que estão tentando sobreviver, por isso ele evitou os tropos que são comuns na maioria das histórias dos guetos americanos, como gangues e drogas. De acordo com um jornalista chamado Steve Bogira, uma fonte de inspiração pode ter sido um par de artigos que ele escreveu para o Chicago Readerem 1987 e 1990 sobre o assassinato de Ruthie Mae McCoy , uma residente do projeto habitacional Abbot Homes, em Chicago. Em 1987, McCoy foi morta por um intruso que entrou em seu apartamento por uma abertura atrás do armário de remédios do banheiro.
O roteiro de Rose atraiu grande atenção das agências de elenco, e Virginia Madsen e Tony Todd instantaneamente tentaram conseguir papéis para trabalhar com o cineasta. Eddie Murphy foi a escolha original para o papel de Candyman, mas os cineastas não podiam pagar por ele. Todd, que estava apto para bancar o assassino, pois tinha um metro e noventa de altura e estava em boa forma física,  lembrou que havia ceticismo de seus colegas sobre ele interpretar o Candyman devido ao número de ferimentos causados por picadas de abelha que futuramente teria que receber. Ele insistiu que queria trabalhar com o diretor e disse: "Sempre quis encontrar meu próprio Fantasma da Ópera". Embora a história de Candyman seja desconhecida na história original, Todd criou a história de fundo para o personagem do filme. Virginia Madsen era amiga de Rose e sua então esposa Alexandra Pigg, Madsen originalmente faria o papel da amiga de Helen, Bernie, enquanto Pigg faria o papel de Helen. A escolha foi feita para tornar o personagem Bernie afro-americana, então Madsen perdeu o papel. Quando o tiroteio estava prestes a começar, Pigg descobriu que ela estava grávida, então o papel de Helen foi oferecido a Madsen. Se Madsen não tivesse conseguido assumir o papel, um produtor chamado Alan Poul preferia Sandra Bullock como Helen.
Três dias de filmagem de Candyman foram passados no Cabrini-Green, enquanto os outros dias foram passados em cenas em palcos de som de Hollywood . Com policiais à paisana ao seu lado, Todd e Madsen entraram nos edifícios do Cabrini-Green como parte da pesquisa de seus papéis, o que foi uma experiência útil, mas angustiante para ambos os atores. Para interpretar o Candyman, Todd tentou agir como um "bicho-papão primitivo" sem exagerar na parte que era difícil de fazer. Ele trabalhou com Bob Keen no visual do Candyman. Keen primeiro fez Todd usar um braço direito falso controlado por máquina, mas achou os movimentos do braço muito rígidos. Então, Keen teve a ideia de fazer com que Todd usasse um gancho para indicar o ser sobrenatural do Candyman. Ele passou três horas fazendo o anzol. Todd sugeriu que o personagem usasse um tapa-olho, mas Keen rejeitou a ideia. Para manter Candyman com um orçamento baixo, Rose instruiu um gerente de efeitos especiais chamado Martin Bresson a usar efeitos tradicionais em vez de efeitos ópticos. A mesma equipe que trabalhou no Backdraft também projetou o cenário para a cena da fogueira de Candyman, que envolveu o uso de 1.500 galões de propano e sua maior seção tendo uma largura de 70 pés e altura de 30 pés. 
As abelhas em Candyman foram controladas por Norman Gary, que anteriormente lidou com as abelhas em filmes como The Deadly Bees (1966), My Girl (1991) e Fried Green Tomatoes (1991). O filme usou mais de 200.000 abelhas reais e a maioria da equipe usava macacões para se proteger de picadas, embora todos tenham enfrentado pelo menos uma picada. Todd negociou um bônus de 1.000 dólares para cada uma das 23 picadas de abelha que recebeu durante as filmagens. Ao filmar o clímax do filme, quando o Candyman envia 500 abelhas no rosto de Helen, ele primeiro colocou as abelhas em sua boca usando um bocal de proteção para evitar o máximo de picadas possível. Gary teve que usar abelhas recém-nascidas, que não picavam e não voavam para a cena, pois Madsen era muito alérgico a picadas. Demorou meia hora para todas as abelhas entrarem na boca de Todd e ele se lembra de ter ficado "em transe" quando deixou todas as abelhas saírem de sua boca. Rose também utilizou a hipnose em seu filme para contornar o que ele via como o clichê de gritos excessivos nos filmes de terror. Bernard Rose teve a ideia de hipnotizar Virginia Madsen nas cenas em que ela enfrentasse o Candyman. De acordo com Todd, este processo ocorreria antes de filmar as cenas onde ele e Madsen interagiam e levaria cerca de dez minutos para se preparar. Isso foi conseguido através do uso de um hipnotizador profissional que estabeleceu uma palavra-chave que Rose usaria para colocar Madsen em um estado semelhante ao de transe. 

## Recepção

### A resposta da crítica
Na revisão agregador site Rotten Tomatoes, Candyman mantém um índice de aprovação de 77% com base em 74 comentários e uma classificação média de 6,60/10. O consenso dos críticos do site diz: "Embora no final das contas sacrifique algum mistério em nome de emoções sangrentas, Candyman é um conto com nuances e efetivamente arrepiante que se beneficia de uma premissa interessante e de algumas performances excelentes". No Metacritic, o filme tem uma pontuação média ponderada de 61 de 100, com base em 15 críticos, indicando "críticas geralmente favoráveis".  público entrevistado pela CinemaScore deu ao filme uma nota média de "C +" em uma escala de A + a F.